# Chemiré-en-Charnie
Chemiré-en-Charnie ist eine französische Gemeinde mit 213 Einwohnern (Stand 1. Januar 2022) im Département Sarthe in der Region Pays de la Loire. Sie gehört zum Arrondissement La Flèche und zum Kanton Loué. Die Bewohner werden Chemiréens und Chemiréennes genannt.

## Lage
Chemiré-en-Charnie liegt etwa 30 Kilometer westnordwestlich von Le Mans in der historischen Provinz Maine. Nachbargemeinden von Chemiré-en-Charnie sind Torcé-Viviers-en-Charnie, Neuvillette-en-Charnie, Saint-Symphorien, Ruillé-en-Champagne, Épineu-le-Chevreuil, Joué-en-Charnie und Saint-Denis-d’Orques. Das Gemeindegebiet wird vom Fluss Palais durchquert.

## Bevölkerungsentwicklung
| Jahr                       | 1962 | 1968 | 1975 | 1982 | 1990 | 1999 | 2009 | 2020 |
| Einwohner                  | 377  | 311  | 280  | 224  | 206  | 203  | 206  | 211  |
| Quellen: Cassini und INSEE |      |      |      |      |      |      |      |      |

## Sehenswürdigkeiten
- Kapelle der ehemaligen Abtei Étival-en-Charnie
- Gotische Kirche Saint-Gilles